# Hypsa
Hypsa là một chi bướm đêm thuộc họ Erebidae. Hiện nó có tên đồng nghĩa là Asota.